# フランス・ブリュッヘン
フランス・ブリュッヘン（Frans Brüggen, 1934年10月30日 - 2014年8月13日）は、リコーダー、フルート、フラウト・トラヴェルソ奏者、および指揮者。

## 経歴
オランダのアムステルダム生まれ。アムステルダム音楽院、アムステルダム大学に学ぶ。21歳で王立ハーグ音楽院教授。1950年代よりリコーダー奏者として活動を開始し、リコーダーによる演奏の可能性を格段に広めた古楽界の草分け的な存在である。チェンバロ、オルガン奏者のグスタフ・レオンハルトやチェロ奏者のアンナー・ビルスマらと共演を重ね、1950年代から1960年代にはテレフンケン・レーベルに、1970年代にはSEONレーベルに多くの録音を残した。また、ニコラウス・アーノンクール（チェロ、ヴィオラ・ダ・ガンバ奏者）やヘルベルト・タヘツィ（チェンバロ奏者）、そしてクイケン3兄弟（ヴィオラ・ダ・ガンバ奏者のヴィーラント・クイケン、ヴァイオリン奏者のシギスヴァルト・クイケン、フラウト・トラヴェルソ奏者のバルトルト・クイケン）など、他にも数多くの古楽器奏者と共演している。
ブリュッヘンは当初リコーダー奏者としてキャリアをスタートさせ、モダン・リコーダーからしだいに古楽器へと傾倒していった。同時にフラウト・トラヴェルソ奏者としても一流の腕前を持っており（本人は苦手と言っていた）、その録音の代表的なものとしては、18世紀オーケストラの団員と共演したヴィヴァルディの「海の嵐」（SEON・1979年録音）や「アンコール」（SEON・1981年録音）などが挙げられるだろう。また古楽器の収集家・研究者としても知られ、ステインズビーやブレッサンなど歴史的に貴重な古楽器を数多く所有していた。収集した楽器の図版も出版されている。ちなみにブリュッヘンの所持していた楽器は指揮者に転身してからほとんど手放したが、その多くは日本人のフラウト・トラヴェルソ奏者有田正広の手に移っている。
ブリュッヘンは1981年にオリジナル楽器のオーケストラである18世紀オーケストラ (Orchestra of the 18th Century) を結成して指揮者に転じた。この18世紀オーケストラを指揮しハイドン、モーツァルト、ベートーヴェンなどの古典派の作品を中心に、シューベルトやメンデルスゾーンなどの前期ロマン派作品なども含めて多数の録音を残している（多くはPHILIPSレーベル）。また、エイジ・オブ・インライトゥメント管弦楽団およびオルケストル・レヴォリューショネル・エ・ロマンティックへの客演や、現代楽器を用いるオーケストラを指揮した録音もある。
1973年にリコーダー奏者として初来日。この時にバッハの無伴奏チェロ組曲第1番から第3番までをアルトリコーダーで演奏した。その録音は後にLPおよびCDで発売されたほか、後に全音楽譜出版社から編曲譜が出版された(ISBN 4-11-509010-3)。その中ではチェロ用の楽譜をリコーダー用に編曲する際の様々な工夫が紹介されており、リコーダー向け編曲技法の参考としても興味深い。
また、指揮者として18世紀オーケストラを率いた来日も多い。近年は新録音の発表や来日公演はなく、活動実態の把握できない点があったが、2009年に新日本フィルハーモニー交響楽団への客演で久しぶりの来日を果たした。
2014年8月13日アムステルダムにて死去。

## ブリュッヘンとラ・フォリア
ブリュッヘンはテレフンケン・レーベル（現テルデック）より発売された12枚の全集、それにSEONレーベル（現ソニー・クラシカル）への録音やフィリップス・レーベルでの18世紀オーケストラとの共演など、数多くのCDをリリースしている。しかしリコーダー、トラヴェルソ奏者としてブリュッヘンを見るなら、その中で最も高く評価されているのはコレルリの「ラ・フォリア」（作品5の12）の録音だろう。この曲は元々ヴァイオリンと通奏低音のために書かれた曲だが、出版後すぐに、当初一般家庭に普及していたリコーダーのための編曲が出版されている（1702年・ウォルシュ版）。
ブリュッヘンもこの楽譜を用いて1967年にテレフンケンに録音を残し、「ラ・フォリア・ブーム」の火付け役となった。しかし、より高い評価を受けたのは引退直前の1980年にSEONレーベルに残した録音である。ここでブリュッヘンは演奏を容易にするために編曲されたウォルシュ版を批判し、リコーダーの音域と技法を最大限に生かした編曲を自ら書き下ろしている。その改善点は多分に見受けられるが、メロディーラインの回復と管楽器では演奏不可能な重音の処理が特筆すべき点である。なお、両者とも共演者はグスタフ・レオンハルト（チェンバロ）およびアンナー・ビルスマ（チェロ）。収録されているCDには下記のようなものが挙げられる（一部廃盤のものを含む）。
- 「涙のパヴァーヌ〜リコーダー名曲集」（テルデック）
- 「ラ・フォリア〜オリジナル楽器によるブロックフレーテ曲集4」（テルデック）
- 「Frans Brüggen Edition Vol.2 ~ Italian Recorder Sonatas」（テルデック）　以上、1967年録音のもの
- 「コレッリ：ラ・フォリア〜ソナタ集 作品5の7〜12」（BMG）
- SONY「Corelli / Sonatas Op.5 Nos.7-11, La Follia」（ソニー・クラシカル）　以上1980年録音のもの

## その他
- 寄稿「フランス・ブリュッヘン氏を悼む」 鈴木秀美(アルテス電子版)